# Metrichia juana
Metrichia juana är en nattsländeart som först beskrevs av Oliver S. Flint Jr. 1964.  Metrichia juana ingår i släktet Metrichia och familjen smånattsländor. Inga underarter finns listade i Catalogue of Life.